# 金紋奐
金 紋奐（キム・ムンファン, 김문환, 1995年8月1日 - ）は、大韓民国・京畿道華城市出身のサッカー選手。Kリーグ1・大田ハナシチズン所属。ポジションはDF。

## クラブ経歴
2017年1月に釜山アイパークと契約。当時Kリーグ2 (2部リーグ)ながら1年目から先発で起用され、30試合4ゴールを記録。翌2018年シーズンも24試合に起用され、KリーグベストイレブンのKリーグ2部門で選出された。2019年シーズンは2部リーグ2位に入り、2012年シーズン以来のKリーグ1復帰に貢献。更に2年連続でベストイレブンに選出された。しかし、初の1部リーグとなった2020年シーズンは最下位に終わった。
2021年1月11日、ロサンゼルスFCと契約した事が発表された。
2022年3月18日、Kリーグ1・全北現代モータースと契約した事が発表された。

## 代表経歴
2018年にインドネシアで開催された2018年アジア競技大会にU-23韓国代表で出場し、優勝に貢献。同年8月にフル代表に初招集され、9月7日のコスタリカ戦でフル代表デビュー。2019年はAFCアジアカップ2019に出場するも、準々決勝で優勝したカタールに敗戦。同年12月の自国開催のEAFF E-1サッカー選手権2019では優勝に貢献した。

## 成績
| クラブ       | クラブ         | クラブ       | リーグ | リーグ | カップ           | カップ           | その他     | その他     | 合計 | 合計 |
| シーズン     | クラブ         | リーグ       | 出場   | 得点   | 出場             | 得点             | 出場       | 得点       | 出場 | 得点 |
| 韓国         | 韓国           | 韓国         | リーグ | リーグ | KFAカップ        | KFAカップ        | プレーオフ | プレーオフ | 合計 | 合計 |
| ------------ | -------------- | ------------ | ------ | ------ | ---------------- | ---------------- | ---------- | ---------- | ---- | ---- |
| 2017         | 釜山アイパーク | Kリーグ2     | 30     | 4      | 7                | 0                | 2          | 0          | 39   | 4    |
| 2018         | 釜山アイパーク | Kリーグ2     | 24     | 3      | 1                | 1                | 2          | 0          | 27   | 4    |
| 2019         | 釜山アイパーク | Kリーグ2     | 27     | 0      | 0                | 0                | 2          | 0          | 29   | 0    |
| 2020         | 釜山アイパーク | Kリーグ1     | 24     | 1      | 1                | 0                | —          | —          | 25   | 1    |
| アメリカ     | アメリカ       | アメリカ     | リーグ | リーグ | USオープンカップ | USオープンカップ | その他     | その他     | 合計 | 合計 |
| 2021         | ロサンゼルスFC | MLS          | 27     | 1      | 0                | 0                | —          | —          | 27   | 1    |
| キャリア合計 | キャリア合計   | キャリア合計 | 132    | 9      | 9                | 1                | 6          | 0          | 147  | 10   |

## 代表歴

### 出場大会
- 韓国代表
  - 2022 FIFAワールドカップ

### 試合数
- 国際Aマッチ 28試合 0得点（2018年-）[5]

| 韓国代表 | 国際Aマッチ | 国際Aマッチ |
| 年       | 出場        | 得点        |
| -------- | ----------- | ----------- |
| 2018     | 4           | 0           |
| 2019     | 7           | 0           |
| 2020     | 0           | 0           |
| 2021     | 3           | 0           |
| 2022     | 12          | 0           |
| 2023     | 0           | 0           |
| 2024     | 2           | 0           |
| 通算     | 28          | 0           |

## タイトル
U-23韓国代表
- アジア競技大会 : 2018